# Carl Gustaf Wettergren
Carl Gustaf Ludvig Mauritz Wettergren, född 23 februari 1874 i Tumbergs socken, död 23 juli 1942, var en svensk direktör, grosshandlare och lantbrukare.
Wettergren studerade vid Jönköpings högre allmänna läroverk 1884–1890, vid en handelsskola i Stockholm 1891 och vid en handelsskola i Hamburg 1895. Åren 1892–1894 arbetade han vid handels- och lantbrukskontoret i Stockholm och arbetade vid ett kvarnkontor i Hamburg 1896. Wettergren verkade som egen köpman i Göteborg 1897–1905 och var verkställande direktör för Svenska Lantmännens Riksförbund, senare Lantmännen, mellan 1906 och 1930. I den rollen har Wettergren beskrivits som synnerligen nytänkande och tiden som VD för riksförbundet var emellanåt konfliktfylld, mycket på grund av Wettergrens innovativa idéer. Sedan han lämnade posten som VD för Lantmännen blev han verkställande direktör för AB Sagina och var styrelseledamot i Försäkrings AB Ocean i Göteborg. Han var sedan 1922 medlem av Publicistklubben.
Wettergren anses vara den förste ledaren inom det svenska jordbrukets ekonomiföreningsverksamhet och var en av ledarna under Bondetåget 1914. Han var riddare av Vasaorden och Nordstjärneorden. Wettergren var son till godsägaren Gustav Wettergren och dennes maka  Augusta, född Westfelt. Han var sedan 1904 gift med Beda Engberg, dotter till rådmannen Gustaf Engberg. Makarna hade sonen Per Gustaf Wettergren. Makarna Wettergren är begravna på Kullings-Skövde kyrkogård.